# Муса Ал-Тамари
Муса Махамад Муса Сулаймйан Ал-Тамари (на арабски: مُوسى مُحَمَّد مُوسى سُلَيْمَان التَعمري‎) е йордански футболист, играещ като защитник за френския елитен Монпелие  и националния отбор на Йордания. Участник в Купата на Азия 2019 (отбелязва първия гол във вратата на Сирия при победата с 2:0) и Вицешампион от Купата на Азия 2023, автор на три гола (два срещу Малайзия при победата с 4:0 и гол срещу Южна Корея на 1/2 финала при победата с 2:0.

## Успехи
Шабаб Ал-Ордон (Аман)
- ФА Купа на Йордания
  -  Носител (1): 2016

 Ал-Джазира (Аман)
- ФА Купа на Йордания
  -  Носител (1): 2017/18

 АПОЕЛ (Никозия)
- Кипърска първа дивизия
  -  Шампион (1): 2018/19
- Суперкупа на Кипър
  -  Носител (1): 2018/19

 Йордания
- Купата на Азия 2023
  -  Сребърен медал (1): 2024[5]

Индивидуални
- Най-полезен играч в Кипърската първа дивизия: 2018/19